# Pseudocarcinus gigas
Pseudocarcinus gigas (Lamarck, 1818), comunemente noto come granchio gigante della Tasmania, granchio gigante delle acque profonde, granchio gigante del sud, granchio regina o granchio toro, è una specie di granchio di grandi dimensioni, unica specie del genere Pseudocarcinus, diffuso sui fondali rocciosi e fangosi nei mari al largo della costa meridionale dell'Australia. Si tratta di uno dei più grandi artropodi viventi.

## Distribuzione e habitat
Il granchio gigante della Tasmania vive sui fondali rocciosi e fangosi dei mari al largo dell'Australia meridionale, ai margini della piattaforma continentale, a profondità che vanno dai 20 agli 820 metri, preferibilmente fra i 110 e 180 metri nella stagione estiva e fra i 190 e 400 metri in quella invernale.

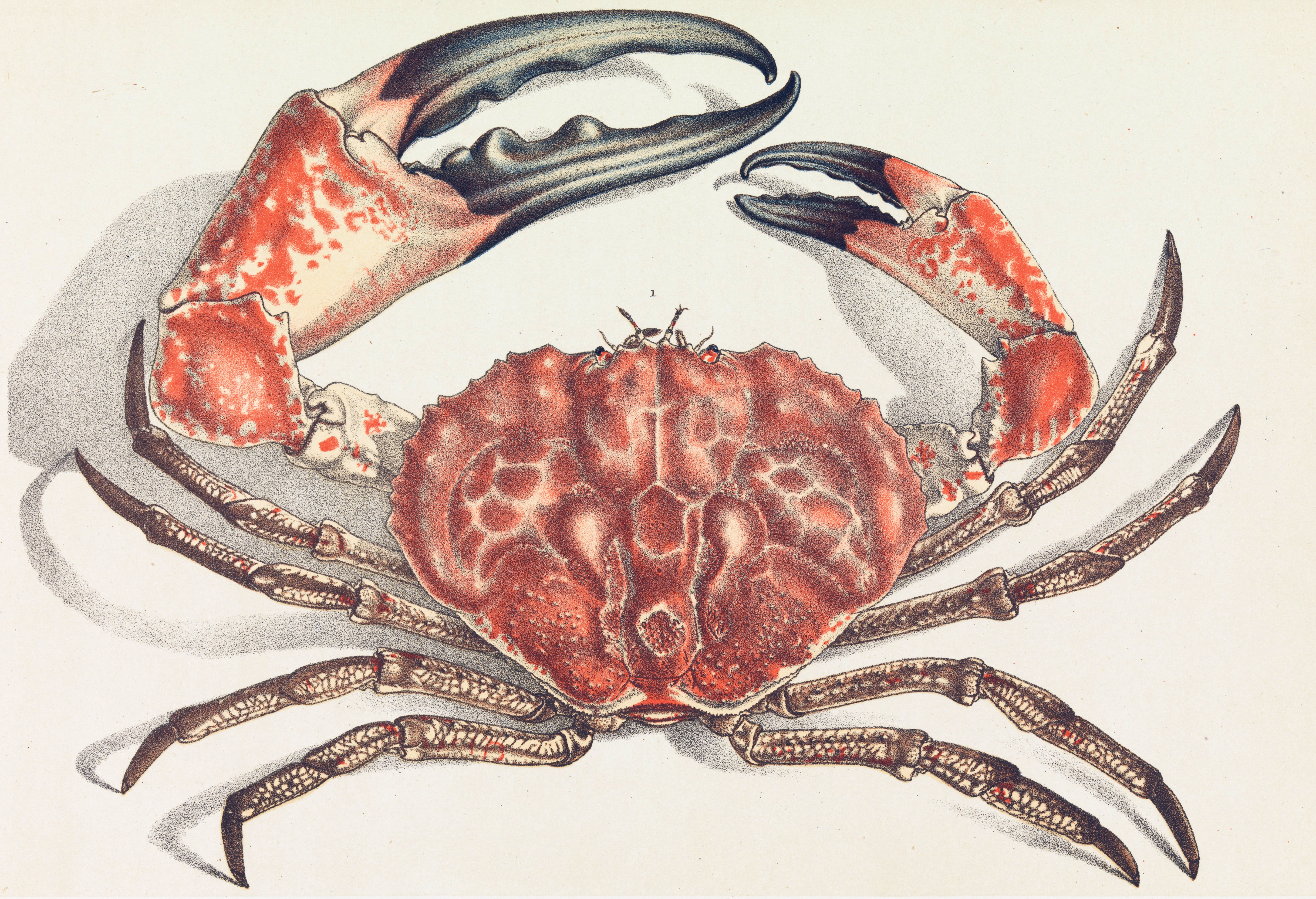
Litografia di un Pseudocarcinus gigas maschio.

## Descrizione
Il granchio gigante della Tasmania è uno dei granchi più grandi del mondo, potendo raggiungere una massa di 16,6 kg e una larghezza del carapace di 46 cm, superato nel peso solo dal granchio gigante giapponese (Macrocheira kaempferi).  I maschi possono raggiungere più del doppio delle dimensioni delle femmine, che non superano i 7 kg, e possiedono una chela di dimensioni normali e una sovradimensionata (che può avere una lunghezza maggiore della larghezza del carapace), mentre entrambe le chele sono di dimensioni normali nelle femmine. Questo granchio è prevalentemente giallo-biancastro inferiormente e rosso superiormente; le punte delle chele sono nere. I piccoli individui sono macchiati di giallo e rosso sopra.

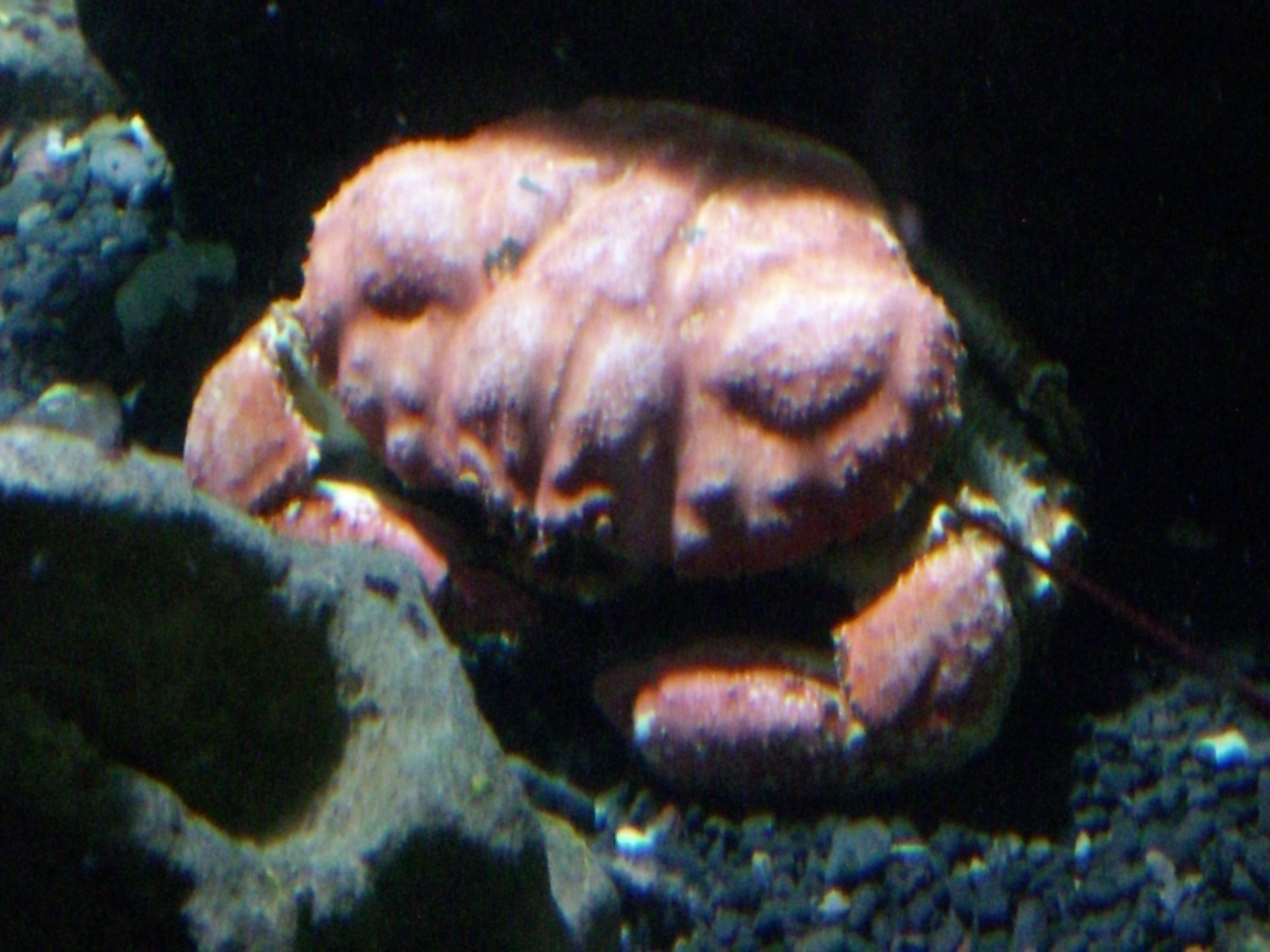
Granchio gigante della Tasmania in una vasca dell'Acquario di Sydney, in Australia.

## Comportamento
I granchi giganti della Tasmania si nutrono di carcasse e di specie che si muovono lentamente, tra cui gasteropodi, crostacei ( anomura e brachyura) e stelle marine, senza escludere il cannibalismo. Si riproducono nei mesi di giugno e luglio, con la femmina che trasporta da 0,5 a 2 milioni di uova per circa quattro mesi. Dopo la schiusa, le larve planctoniche vengono trasportate dalle correnti per circa due mesi prima di depositarsi sul fondo. La specie è longeva e cresce lentamente con i giovani che mutano il carapace ogni tre-quattro anni e le femmine adulte circa una volta ogni nove anni.  Ciò limita notevolmente la frequenza riproduttiva, poiché l'accoppiamento è possibile solo nel periodo immediatamente successivo alla muta del vecchio carapace, quando il nuovo è ancora morbido.

## Pesca
Il granchio gigante della Tasmania viene pescato a fini commerciali nelle acque della Tasmania dal 1992, con una taglia minima stabilita dalle leggi australiane a partire dal 1993. La pesca avviene tipicamente con nasse a profondità maggiori di 140 metri. Essendo una specie molto longeva e dalla crescita lenta, il granchio gigante della Tasmania è vulnerabile alla pesca eccessiva.